# Proteína globular

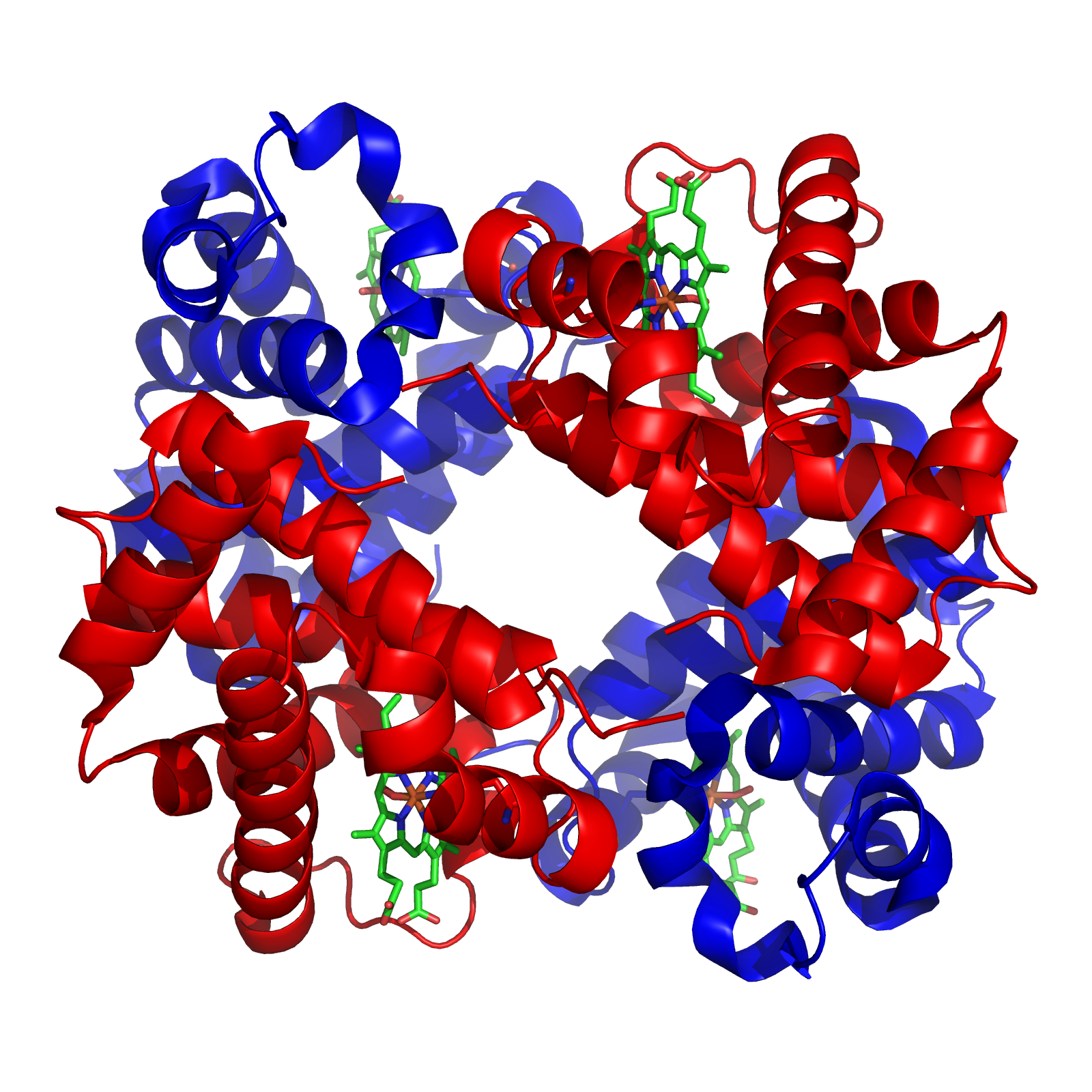
Estructura tridimensional de la hemoglobina, una proteína globular.

Las proteínas globulares, o esferoproteínas suelen estar compuestas de una sola molécula proteica, o de unas pocas moléculas combinadas que se pliegan en forma esférica y forman una estructura más compleja. Se diferencian de las proteínas fibrosas por ser más o menos solubles en disoluciones acuosas (donde forman suspensiones coloidales), siendo las fibrosas prácticamente insolubles. 
Las proteínas globulares son principalmente las enzimas de la célula, y suelen estar adheridas a las estructuras membranosas del interior de la célula, en contacto directo con el resto de sustancias del fluido intracelular. Catalizan reacciones químicas como la descomposición de la glucosa en sus componentes o la combinación de estos con oxígeno para formar dióxido de carbono y agua, proporcionando a la vez energía para el funcionamiento de la célula.

## Estructura globular y solubilidad
El término proteína globular es bastante antiguo (data probablemente del siglo XIX) y se ha convertido en algo arcaico dados los cientos de miles de proteínas y la existencia de un vocabulario descriptivo de motivos estructurales más elegante y descriptivo. La naturaleza globular de estas proteínas no se puede determinar sin los medios de las técnicas modernas, utilizando solamente ultracentrifugadoras o por técnicas de dispersión dinámica de la luz. 
La estructura terciaria de la proteína induce su esfericidad. Los grupos apolares (colas hidrofóbicas) se agrupan en el interior de la molécula, mientras que los polares (cabezas hidrofílicas) se disponen hacia el exterior, permitiendo la atracciones dipolo-dipolo con el disolvente, lo que explica la solubilidad de la molécula.

## Diferentes papeles en el organismo
A diferencia de las proteínas fibrosas que solo desempeñan funciones estructurales, las proteínas globulares también pueden actuar como: 
- Enzimas, catalizando reacciones orgánicas que tienen lugar en el organismo en condiciones normales y con gran especificidad. Por ejemplo, las esterasa desempeñan este papel.
- Mensajeros, transmitiendo mensajes para regular los procesos biológicos. Un ejemplo sería la hormona insulina.
- Transportadores de otras moléculas a través de la membrana celular
- Almacenaje de aminoácidos. los aminoácidos son hidrófilos lo cual permite que sean solubles en agua.
- Las funciones reguladoras también son llevadas a cabo por las proteínas globulares en mayor medida que las fibrosas.

## Ejemplos
Entre las proteínas globulares más conocidas tenemos la hemoglobina, un miembro de la familia de las globulinas. Otras proteínas globulares son las inmunoglobulinas (IgA, IgD, IgE, IgG e IgM), y las alfa, beta y gamma globulinas. Casi todas las enzimas con papeles importantes en el metabolismo son de forma globular, así como las proteínas implicadas en la transducción de señales en la célula.